# Pagiophyllum
Pagiophyllum es un género extinto de planta de la familia Araucariaceae. Se encontraron en todo el planeta, desde el período Carbonífero hasta el Cretácico.

## Ubicación
- Brasil, el geoparque Paleorrota, Formación Caturrita, Triásico Superior.[3]